# Khairkhan
Khairkhan (tiếng Mông Cổ: Хайрхан, núi) là một sum của tỉnh Arkhangai tại Mông Cổ. Vào năm 2010, dân số của sum là 3.343 người.

## Lịch sử
Sau khi tỉnh Sain Noyon Khan được đổi tên thành Arkhangai vào năm 1924, sum Khairkhan đã được thành lập.

## Địa lý
Phần phía tây nam của sum được bao phủ bởi những ngọn núi có rừng, lớn nhất trong số đó là Khairkhan, và sum được đặt tên theo ngọn núi này. Các dòng sông chảy qua đây bao gồm sông Orkhon và sông Khanui.
Trung tâm sum là Uul Bulan. Nó nằm cách tỉnh lị Tsetserleg 180 km và cách thủ đô Ulaanbaatar 485 km.
Hệ động vật bao gồm sói, cáo, nai, lợn rừng, cáo corsac và thỏ rừng.
Có trữ lượng quặng sắt, biotit, hóa chất và vật liệu xây dựng.

### Khí hậu
Khairkhan nằm trong khu vực có khí hậu lục địa khắc nghiệt. Nhiệt độ trung bình tháng 1 là từ -20 đến -21 °C, vào tháng 6 là từ 16 đến 18 °C. Lượng mưa trung bình hàng năm thay đổi từ 300 đến 350 mm.

## Kinh tế
Các tiện ích tại Khairkhan bao gồm một xưởng làm việc, một trường học và bệnh viện.

## Hành chính
Sum Khairkhan được chia thành 5 bag (xã):
- Khairkhan
- Asgat
- Jarantai
- Mogoi
- Ögöömör

Ngoài ra còn bao gồm Uul Bulan, trung tâm sum.